# Paraplagusia sinerama
Paraplagusia sinerama is een straalvinnige vissensoort uit de familie van hondstongen (Cynoglossidae). De wetenschappelijke naam van de soort is voor het eerst geldig gepubliceerd in 1993 door Chapleau & Renaud.